# Dénethor
Dénethor II és un personatge fictici de l'univers de J.R.R. Tolkien, la Terra Mitjana. Successor del seu pare Ecthèlion, va ser el vint-i-sisè i últim dels senescals regents de Góndor.
Els seus dos fills Bóromir i Fàramir van ser dos dels capitans més destacats de Góndor.

## Biografia

### Abans de la descoberta de l'Anell
En Dénethor era un home amb gran voluntat i intel·ligència, fill del senescal regent Echtèlion. De jove, però, va viure condicionat per l'enveja que li causava un dels generals de l'exèrcit del seu pare: Thorongil (nom que havia prés n'Àragorn per passar desapercebut).
Que la gent de Góndor elogiés els actes valerosos d'en Thorònguil i el deixessin a ell a l'ombra va fer que en Dénethor endurís el seu cor, i desconfiés de tots els que donaven suport a en Thronguil (entre ells el mag Gàndalf).
L'any 2976 va casar-se amb na Finduilas de Dol Àmroth (2950-2988), filla del Príncep Àdrahil. Van ser pares de dos fills: Bórimir (nascut el 2978) i Fàramir (n. 2983).

### El Senyor dels Anells
Davant del temor que li causava l'ombra creixent de Mórdor, va decidir d'utilitzar en secret el Palantir que es custodiava al capdamunt de la Torre Blanca per observar els moviments d'en Sàuron. La descoberta de la veritable extensió de l'enorme poder d'en Sàuron va fer-lo entrar en una profunda depressió, que es va veure agreujada per la mort de la seva esposa Finduilas.
De mica en mica, en Dénethor va anar passant de la desesperança a la bogeria. Quan els exèrcits d'en Sàuron van atacar obertament, va ordenar a les seves forces que defensessin la ciutat en runes d'Osguíliath fins a l'últim home. El seu fill Fàramir i d'altres comandants van objectar que davant l'enorme superioritat numèrica de l'enemic era preferible d'esperar-se a Minas Tirith i defensar la ciutat, però en Dénethor va imposar la seva voluntat.
La defensa d'Osguíliath va fracassar i els homes de Góndor van fugir en retirada. En Fàramir va quedar greument ferit, i amb poques esperances de sobreviure. Embogit pel sentiment de culpa, i veient com les forces de Mórdor arribaven a la capital, va sucumbir a la demència.
Durant el setge de la ciutat va decidir suïcidar-se, ordenant als seus homes que el cremessin a ell i el cos moribund del seu fill en un pira funerària. En l'últim moment, i gràcies a la intervenció d'en Pippin i en Béregond, en Gàndalf va salvar la vida d'en Fàramir. En Dénethor, però, es va llançar a la pira i va morir.

## Adaptacions
En la versió cinematogràfica de Peter Jackson d'El Senyor dels Anells, l'actor John Noble interpreta en Dénethor. En aquesta versió, el personatge d'en Dénethor es mostra molt menys complex que als llibres, apareixent com un líder irracional i avariciós que no vol demanar ajuda als ròhirrim i que envia el seu fill a una mort segura en una missió suïcida.